# HD53695
HD53695 — хімічно пекулярна зоря спектрального класу
B8 й має видиму зоряну величину в смузі V приблизно  9,2.

## Пекулярний хімічний вміст
Зоряна атмосфера HD53695 має підвищений вміст 
Si
.